# Coupe d'Allemagne de football 1998-1999
Navigation
Édition précédente Édition suivante
La coupe d'Allemagne de football 1998-1999 est la cinquante sixième édition de l'histoire de la compétition. La finale a lieu à l'Olympiastadion de Berlin.
Le Werder Brême remporte le trophée pour la quatrième fois de son histoire. Il bat en finale le Bayern Munich aux tirs au but (5-4) après un score de parité (1-1) au terme du temps règlementaire et des prolongations.

## Premier tour
Les résultats du premier tour
| Date           | Domicile                | Extérieur                | Score                       |
| -------------- | ----------------------- | ------------------------ | --------------------------- |
| 28 - 08 - 1998 | SV Schalding-Heining    | SpVgg Unterhaching       | 0 - 1                       |
| 28 - 08 - 1998 | Sportfreunde Eisbachtal | FC Gütersloh             | 1 - 0 (a. p.)               |
| 28 - 08 - 1998 | Karlsruher SC           | VfL Wolfsbourg           | 3 - 4                       |
| 28 - 08 - 1998 | 1. FC Saarbrücken       | Borussia Dortmund        | 1 - 1 (a. p.) (t.a.b.1 - 3) |
| 28 - 08 - 1998 | Sankt Pauli (2)         | Bayer Leverkusen         | 0 - 5                       |
| 28 - 08 - 1998 | Hansa Rostock           | MSV Duisburg             | 0 - 3                       |
| 28 - 08 - 1998 | Tennis Borussia Berlin  | Hanovre 96               | 1 - 0                       |
| 28 - 08 - 1998 | Kickers Offenbach       | SG Wattenscheid 09       | 0 - 1                       |
| 29 - 08 - 1998 | 1.FC Cologne            | Hansa Rostock            | 0 - 1                       |
| 29 - 08 - 1998 | Chemnitzer FC           | SC Fribourg              | 1 - 2                       |
| 29 - 08 - 1998 | Bayer Leverkusen        | Werder Brême             | 1 - 2 (a. p.)               |
| 29 - 08 - 1998 | VfB Lübeck              | VfB Stuttgart            | 1 - 2                       |
| 29 - 08 - 1998 | VfB Leipzig             | TSV 1860 Munich          | 2 - 4 (a. p.)               |
| 29 - 08 - 1998 | FC Denzlingen           | Hambourg SV              | 0 - 3                       |
| 29 - 08 - 1998 | SV Waldhof Mannheim     | Borussia Mönchengladbach | 1 - 5                       |
| 29 - 08 - 1998 | Energie Cottbus         | SpVgg Greuther Fürth     | 0 - 1                       |
| 29 - 08 - 1998 | Werder Brême            | Rot-Weiß Oberhausen      | 0 - 1                       |
| 29 - 08 - 1998 | SF Dorfmerkingen        | Stuttgarter Kickers      | 0 - 3                       |
| 29 - 08 - 1998 | SG 01 Hoechst           | Energie Cottbus          | 1 - 2                       |
| 29 - 08 - 1998 | SV 19 Straelen          | Fortuna Düsseldorf       | 4 - 7                       |
| 29 - 08 - 1998 | Sportfreunde Siegen     | 1. FSV Mayence           | 3 - 1 (a. p.)               |
| 29 - 08 - 1998 | FC Carl Zeiss Jena      | SSV Ulm 1846             | 1 - 0                       |
| 29 - 08 - 1998 | SC 07 Idar-Oberstein    | Arminia Bielefeld        | 0 - 1                       |
| 29 - 08 - 1998 | 1. FC Magdebourg        | KFC Uerdingen            | 1 - 2                       |
| 29 - 08 - 1998 | LFC Berlin              | FC Schalke 04            | 0 - 6                       |
| 29 - 08 - 1998 | VfL Osnabrück           | 1.FC Nuremberg           | 0 - 2                       |
| 30 - 08 - 1998 | SG Post Süd/Regensburg  | Hertha BSC Berlin        | 0 - 2                       |
| 30 - 08 - 1998 | Rot-Weiß Erfurt         | Eintracht Francfort      | 1 - 6                       |
| 30 - 08 - 1998 | FSV Zwickau             | VfL Bochum               | 2 - 5                       |
| 30 - 08 - 1998 | LR Ahlen                | Bayern Munich            | 0 - 5                       |
| 30 - 08 - 1998 | SV Meppen               | FC St. Pauli             | 0 - 1                       |
| 30 - 08 - 1998 | Fortuna Cologne         | 1. FC Kaiserslautern     | 1 - 3                       |

## Deuxième tour
Les résultats du deuxième tour
| Date           | Domicile                | Extérieur                | score                        |
| -------------- | ----------------------- | ------------------------ | ---------------------------- |
| 17 - 09 - 1998 | Energie Cottbus         | Borussia Mönchengladbach | 2 - 4                        |
| 17 - 09 - 1998 | Hambourg SV             | SpVgg Unterhaching       | 4 - 0                        |
| 22 - 09 - 1998 | Sportfreunde Eisbachtal | Rot-Weiß Oberhausen      | 1 - 4                        |
| 22 - 09 - 1998 | Tennis Borussia Berlin  | Stuttgarter Kickers      | 4 - 2                        |
| 22 - 09 - 1998 | Werder Brême            | Hansa Rostock            | 3 - 2                        |
| 22 - 09 - 1998 | 1. FC Kaiserslautern    | VfL Bochum               | 1 - 1 (a. p.) (t.a.b. 4 - 5) |
| 22 - 09 - 1998 | Bayer Leverkusen        | Hertha BSC Berlin        | 1 - 1 (a. p.) (t.a.b. 3 - 4) |
| 22 - 09 - 1998 | VfB Stuttgart           | Eintracht Francfort      | 3 - 2                        |
| 22 - 09 - 1998 | Fortuna Düsseldorf      | TSV 1860 Munich          | 2 - 1                        |
| 22 - 09 - 1998 | Arminia Bielefeld       | SG Wattenscheid 09       | 2 - 1                        |
| 23 - 09 - 1998 | Sportfreunde Siegen     | SC Fribourg              | 1 - 0                        |
| 23 - 09 - 1998 | FC Carl Zeiss Jena      | MSV Duisbourg            | 1 - 2                        |
| 23 - 09 - 1998 | VfL Wolfsbourg          | 1. FC Nuremberg          | 3 - 0 (a. p.)                |
| 23 - 09 - 1998 | SpVgg Greuther Fürth    | Bayern Munich            | 0 - 0 (a. p.) (t.a.b. 3 - 4) |
| 23 - 09 - 1998 | KFC Uerdingen           | FC St. Pauli             | 1 - 1 (a. p.) (t.a.b. 5 - 4) |
| 23 - 09 - 1998 | Borussia Dortmund       | FC Schalke 04            | 1 - 0 (a. p.)                |

## Huitièmes de finale
| Date       | Club recevant          | Score                   | Club visiteur            |  |
| ---------- | ---------------------- | ----------------------- | ------------------------ |  |
| 27/10/1998 | VfB Stuttgart          | 3- 1                    | Borussia Dortmund        |  |
| 27/10/1998 | VfL Bochum             | 0 - 1                   | Borussia Mönchengladbach |  |
| 27/10/1998 | VfL Wolfsbourg         | 3 - 1                   | Arminia Bielefeld        |  |
| 27/10/1998 | Rot-Weiß Oberhausen    | 3 - 3 a.p. t.a.b. 4 - 3 | Hambourg SV              |  |
| 28/10/1998 | Tennis Borussia Berlin | 4 - 2                   | Hertha BSC Berlin        |  |
| 28/10/1998 | Werder Brême           | 3 - 2                   | Fortuna Düsseldorf       |  |
| 28/10/1998 | MSV Duisbourg          | 2 - 4                   | Bayern Munich            |  |
| 03/11/1998 | Sportfreunde Siegen    | 1 - 0                   | KFC Uerdingen            |  |

## Quarts de finale
| Date       | Club recevant       | Score      | Club visiteur            |
| ---------- | ------------------- | ---------- | ------------------------ |
| 01/12/1998 | Bayern Munich       | 3 - 0      | VfB Stuttgart            |
| 02/12/1998 | Sportfreunde Siegen | 1 - 3      | VfL Wolfsbourg           |
| 02/12/1998 | Rot-Weiß Oberhausen | 2 - 0      | Borussia Mönchengladbach |
| 02/12/1998 | Werder Brême        | 2 - 1 a.p. | Tennis Borussia Berlin   |

## Demi-finales
| Date       | Club recevant           | Score | Club visiteur |
| ---------- | ----------------------- | ----- | ------------- |
| 09/03/1999 | SC Rot-Weiss Oberhausen | 1- 3  | Bayern Munich |
| 10/03/1999 | VfL Wolfsbourg          | 0 - 1 | Werder Brême  |

## Finale[6]
| Entraîneur :  |
| Thomas Schaaf |

| Entraîneur :    |
| Ottmar Hitzfeld |

| Entraîneur :  |
| Thomas Schaaf |

| Entraîneur :    |
| Ottmar Hitzfeld |